# Caenurgina sobria
Caenurgina sobria là một loài bướm đêm trong họ Erebidae.